# Medalha Prestwich
A   Medalha  Prestwich   é uma recompensa científica  concedida pela  Sociedade Geológica de Londres no domínio da geologia. 
Foi nomeada em homenagem ao geólogo britânico Joseph Prestwich (1812-1896).
A primeira medalha Prestwich foi concedida em 1903.

## Laureados
- 1903 - John Lubbock
- 1906 - William Whitaker
- 1909 - Lady (John) Evans
- 1915 - Emile Cartailhac
- 1918 - William Boyd Dawkins
- 1939 - Samuel Hazzledine Warren
- 1942 - Alfred Santer Kennard
- 1948 - Henri Breuil
- 1951 - Harry Godwin
- 1954 - Frederick William Shotton
- 1957 - John Kaye Charlesworth
- 1960 - Vivian Fuchs
- 1963 - Kenneth Page Oakley
- 1966 - Dennis Curry
- 1969 - Louis Seymour Bazett Leakey
- 1969 - Mary Douglas Leakey
- 1972 - Richard Foster Flint
- 1976 - Walter William Bishop
- 1979 - Ian Graham Gass
- 1981 - Harold Garnar Reading
- 1984 - Charles Downie
- 1987 - Claud William Wright
- 1990 - William James Kennedy
- 1993 - Henry Elderfield
- 1996 - Christine Mary Rutherford Fowler
- 1999 - Claude Jaupart
- 2002 - Adrian William Amsler Rushton
- 2005 - Geoffrey Russell Coope
- 2007 - Frederick Vine
- 2008 - Christopher John Ballentine
- 2009 - Christian Turney